# Wassili Ossipowitsch Bebutow

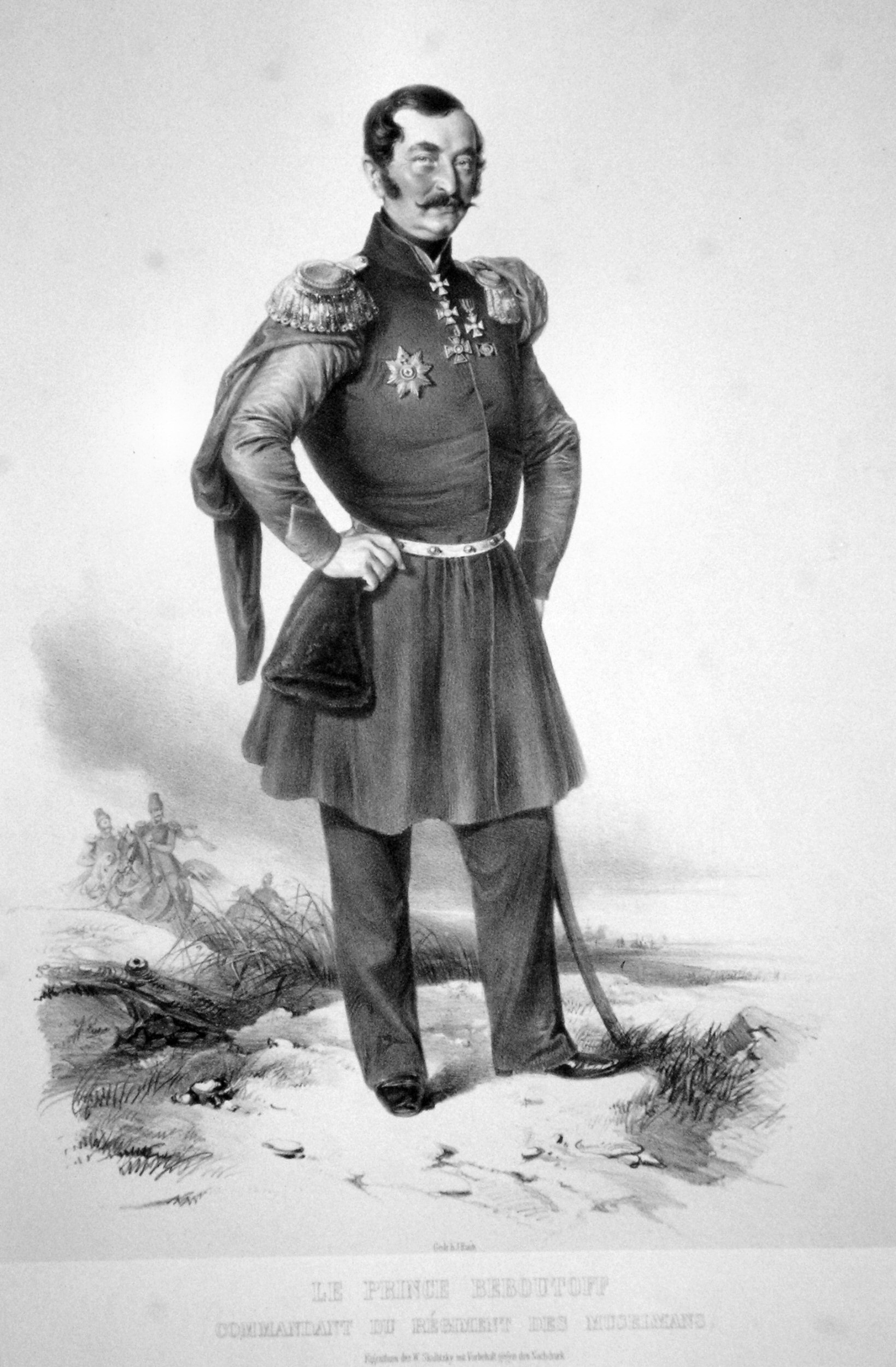
Wassili Ossipowitsch Bebutow, Lithographie von August Strixner, ca. 1849

Wassili Ossipowitsch Bebutow (russisch Василий Осипович Бебутов; * 1792 in Tiflis; † 10.jul. / 22. März 1858greg. ebenda) war ein aus einer armenischen Familie stammender Fürst und General der russischen Armee.

## Leben
Wassili Ossipowitsch Bebutow wurde im Kadettenhaus in Sankt Petersburg erzogen, diente als Offizier in der Armee am Kaukasus und kämpfte 1812 gegen die Franzosen in Livland. Er wurde 1816 Adjutant des Fürsten Alexei Petrowitsch Jermolow und ging in dessen Gefolge nach Persien, wo er als Dolmetscher arbeitete und zur Unterwerfung des Khanats von Kasikumy beitrug. 1821 war er Oberst und Kommandeur des mingrelischen Jägerregiments und 1825 Gouverneur von Imeretien.
Beim Ausbruch des Russisch-Osmanischen Krieges von 1828 zeichnete er sich, als Generalmajor, bei der Erstürmung von Achalziche aus, erhielt das Kommando der Stadt, die er gegen die Türken unter Achmed Pascha erfolgreich verteidigte. 1831 wurde er Oberbefehlshaber in den armenischen Provinzen, 1838 Mitglied des Rats der obersten Verwaltung der kaukasischen Länder, 1842 Kommandant von Zamość in Polen, 1843 Generalleutnant und 1844 Oberbefehlshaber in Dagestan. Nachdem er dort drei Jahre lang mit abwechselndem Glück gegen Imam Schamil gekämpft, wurde er im November 1847 zum Präsidenten des Administrationsrats der transkaukasischen Länder ernannt, was er bis zum Ausbruch des Krimkrieges blieb.

### Krimkrieg
Während des Krimkriegs kommandierte er ein Korps der kaukasischen Armee und siegte an dessen Spitze am 1. Dezember 1853 in der Schlacht von Başgedikler über den Seraskier Abdi Pascha, wodurch die beabsichtigte Invasion der Türken in das russische Armenien vereitelt wurde. Am 5. August 1854 war er bei Kurukdere über Zarif Mustafa Pascha erneut siegreich. Doch versäumte er, die Auflösung der türkischen Armee zu benutzen und rasch nach Kars vorzudringen.
Im Feldzug von 1855 mit der Verteidigung Grusiniens beauftragt, sammelte nach Omar Paschas Landung in Mingrelien in Kutaissi rasch ein Truppenkorps und zwang den Serdar zum Rückzug. Nach Murawiews Abberufung führte er bis zur Ankunft des Fürsten Barjatinski den Oberbefehl über die kaukasische Armee, kehrte dann auf seinen Verwaltungsposten zurück und wurde im Januar 1857 zum General der Infanterie befördert.
Sein Bruder war David Ossipowitsch Bebutow.